# 吉原順平
吉原 順平（よしはら じゅんぺい、1932年7月19日 - 2014年11月10日）は日本の映像プランナー。
1932年東京に生まれ、1957年早稲田大学第一文学部を卒業。同年、岩波映画製作所に入社。岩波写真文庫の編集などを務めた。岩波映画製作所退職後、株式会社イメージシステムをたちあげた。大阪万博、沖縄国際海洋博覧会などのプロデューサーとしても活躍した。「映画の日」特別功労大章（2011年度）。平成20年度文化庁映画賞選考委員。